# Jonathan Elliott
Jonathan Elliott (* 1962 in Philadelphia) ist ein US-amerikanischer Komponist und Pianist.
Elliott hatte ab dem sechsten Lebensjahr Klavierunterricht. Er besuchte die Settlement Music School und studierte dann am Vassar College Komposition bei Annea Lockwood und Klavier bei Todd Crow. Er vervollkommnete seine Ausbildung an der University of Chicago bei Shulamit Ran und Ralph Shapey. Seit 1988 lebt er in New York.
Für seine Kompositionen erhielt Elliott u. a. Auszeichnungen des New York State Council on the Arts, des American Composers Forum und des Forum 91 der UNESCO, beim Aspen Music Festival und beim Internationalen Festival für Neue Musik in Darmstadt. Er erhielt Kompositionsaufträge u. a. von Heidi Grant Murphy, Kevin Sharpe, Jonathan Helton, Laura Gilbert und Antigoni Goni und arbeitete in multimedialen Projekten mit Lorellen Green, Susan Kouguell und Melissa James Gibson zusammen.

## Werke
- Three Peaces for Flute, 1982
- Immersion für Flöte, Vibraphon und Klavier, 1982
- Twelf Strings für Violine, Viola und Cello, 1983
- Three Songs für Stimme, Flöte und Klavier, 1984
- Five Peaces for Piano, 1984
- String Quartet, 1984
- Night Prayer für Sopran, Altflöte, Klarinette, Viola, Cello, Klavier und Perkussion, 1985
- Fura Libre für Flöte solo, 1985
- Epiphany für Altsaxophon und Klavier, 1986
- Piano Sonata No. 1, 1987
- Mirrors für Oboe, Trompete, Klavier und Perkussion, 1987
- Epilogue für mittlere Stimme, Cello und Klavier, 1988
- Klagelied für Sopran, Altflöte, Klarinette, Viola und Cello, 1988
- In Silence für Orchester, 1989
- Duo für Flöte und Klavier, 1989
- Round für Trompete, Klavier, Marimba und Vibraphon, 1989
- Piano Sonata No. 2, 1990
- A Garden für gemischten Chor und Klavier, 1990
- A History of Sensation für Klavier und Elektronik, ab 1990
- Braver than the Other für elektroakustische Instrumente 1990
- Vidi Aquam für gemischten Chor a cappella, 1991
- Tableaux für Orchester, 1991
- Mangia Mangia für elektroakustische Instrumente, 1991
- Six Motions für Klarinette und Klavier, 1992
- Fertile für Klavier und Elektronik, 1992
- Three Madrigals für gemischten Chor a cappella, 1993
- Revolve: Seven Views für Altsaxophon und Klavier, 1994
- Landscapes/Geometries für gemischten Chor und Instrumentalensemble, 1995
- Field Music: Rock in Place Echoing für Klavier zu vier Händen, 1995
- Sanctus für Frauenchor, Klavier und Perkussion, 1996
- Field Music: Return für Violine und Klavier, 1996
- Field Music: Screens für elektroakustische Instrumente, 1996
- The Miraculous Doctor who cures the World für elektroakustische Instrumente, 1996
- I see I see/Rain Coming für elektroakustische Instrumente, 1996
- Hommage A.B.B. für Sopran, Altflöte und Viola, 1997
- Folk Song für gemischten Chor und Klavier, 1997
- Field Music: Spiral für Flöte, Harfe und Viola, 1997
- Three Views One Scene für Oboe/Klarinette und Klavier, 1998
- Given Fish für elektroakustische Instrumente, 1999
- Odd Preludes für Altsaxophon und Klavier, 2000
- Circle für Klavier und Elektronik, 2000
- Friss für Flöte und Gitarre, 2001
- And On And On für gemischten Chor und Instrumentalensemble, 2001
- A Joyful Noise für gemischten Chor, Flöte, Klarinette, Klavier, Perkussion und Cello, 2001
- I dresam (I hear) Nefertiri für Klavier und Elektronik, 2001
- Ono Yoko Ono für elektroakustische Instrumente ab 2002
- Six Preludes für Klavier, 2003
- Field Music: Ash für Violine/Altsaxophon und Cello 2005/2006
- The Space Between für gemischten Chor, Tabla, Vibraphon und Cello, 2008
- Lee Eel für elektroakustische Instrumente, 2008
- Spelunker für elektroakustische Instrumente, 2008
- Sand für elektroakustische Instrumente, 2008
- Rain für elektroakustische Instrumente, 2008
- Then für Sopran, Flöte, Viola und Cello, 2009
- Honor für Orgel, 2009
- Between the Blossom- and the Fruit-Time für Sopran, Flöte, Viola und Harfe, 2010
- Quad für Klavier zu vier Händen, 2010
- Five für Flöte und Klavier, 2010
- Field Music: Ganges für Klavier und Elektronik, 2010
- Quartet for Saxophones, 2010